# Bernabò Visconti

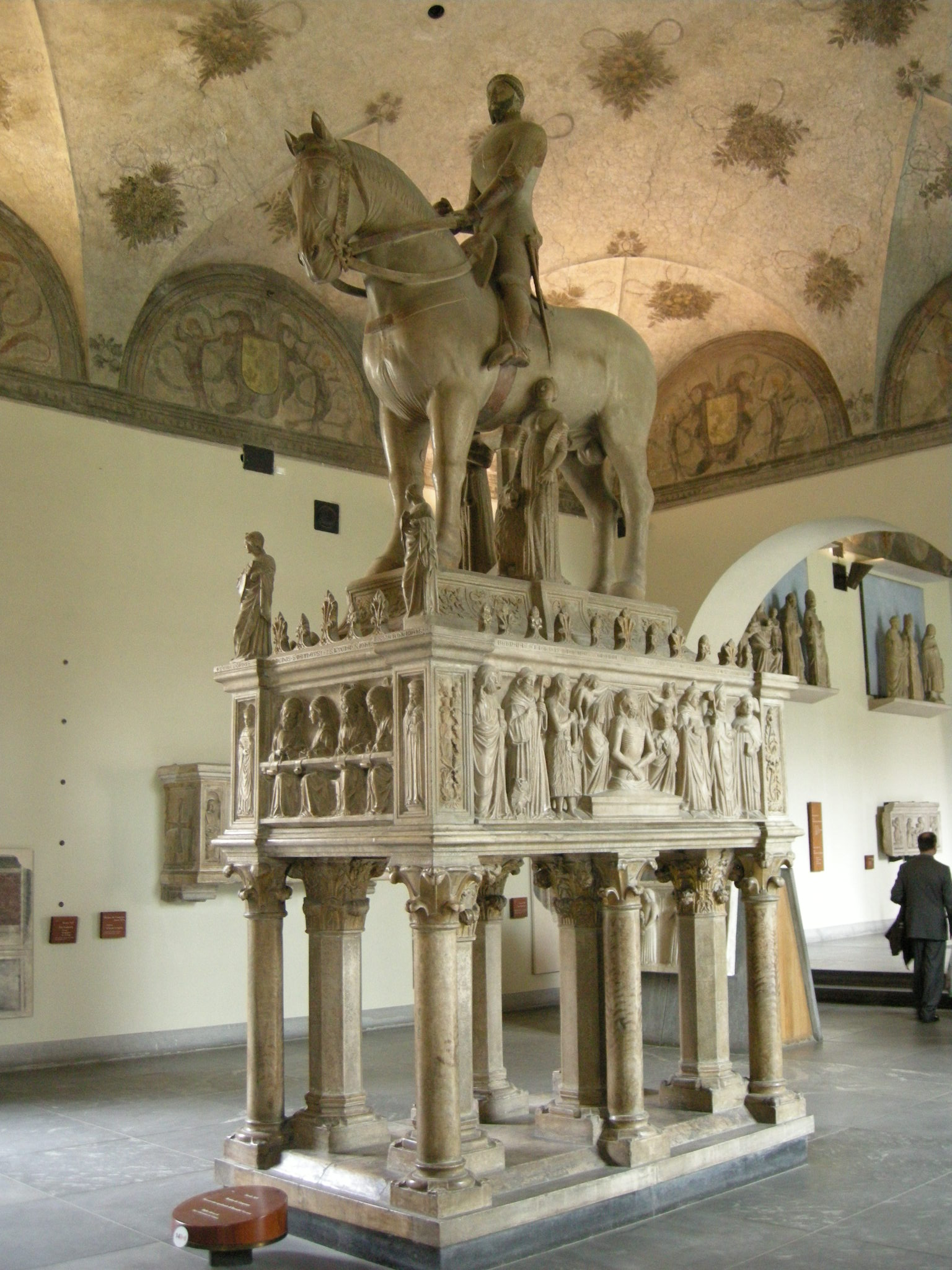
Standbeeld van Bernabò Visconti

Bernabò Visconti (Milaan, ca. 1319/1322 — Trezzo sull'Adda, 18 december 1385) was (mede)heer van Milaan van 1349 tot zijn dood. Hij was een zoon van Stefano Visconti en diens vrouw Valentina Doria.

## Levensloop
Samen met zijn broers Matteo II en Galeazzo II volgde hij zijn oom Luchino en na hem aartsbisschop Giovanni Visconti op als heer van Milaan, nadat ze de zoon van Luchino, ook Luchino geheten, als opvolger buitenspel hadden gezet op verdenking een onwettig kind te zijn.
Hij bleef zijn hele leven oorlog voeren. Om te beginnen voor de herovering van Bologna die hem door Giovanni Visconti d'Oleggio was ontnomen. Hij verloor telkens en haastte zich om vrede te sluiten, maar alleen maar om een paar jaar later weer in de aanval te gaan. Volgende oorlogen werden genoteerd:
- 1356: eerste oorlog tegen d'Oleggio, vrede gesloten op 8 juni 1358
- 1358: nieuwe vijandelijkheden, vrede gesloten op 5 maart 1364
- 1366: nieuwe oorlog, vrede gesloten februari 1369
- 1370: nieuwe oorlog, poging Modena in te nemen, vrede einde 1370
- 1371: nieuwe oorlog, naar aanleiding van de verwerving van Reggio
- 1375: nieuwe oorlog, de oorlog van de Florentijnen tegen de Kerkelijke Staten
- 1378: nieuwe oorlog, tegen het geslacht de la Scala, waar zijn vrouw toe behoorde
- 1379: nieuwe oorlog, tegen de Genuezen.

Toen zijn broers in respectievelijk 1355 en 1378 overleden, probeerde hij de alleenheerschappij over de stad te krijgen. Hij werd hierin bestreden door zijn neef en schoonzoon Gian Galeazzo, zoon en opvolger van Galeazzo II. Deze won het pleit in 1385, liet zijn oom arresteren en opsluiten in Milaan. Het was slechts bij de derde vergiftigingspoging dat hij de geest gaf.

## Huwelijk en nakomelingen
Bernabò huwde op 27 september 1350 in Verona met Beatrice della Scala († Milaan, 18 juni 1384), dochter van Mastino II, heer van Verona en Vicenza. Zij kregen samen vijftien kinderen:
- Antonia (ca. 1350 – 1405); ∞ (1380) graaf Everhard III van Württemberg (1364 – 1417)
- Taddea (ca. 1351 – 1381); ∞ (1364) hertog Stefanus III van Beieren  (1337 – 1413)
- Verde (ca. 1352 – 1414); ∞ (1365) Leopold III van Oostenrijk (1351 – 1386), hertog van Stiermarken en Karinthië
- Marco (1353 – 1382); ∞ (1367) Isabella van Beieren-Landshut (1361 – 1382)
- Valentina (ca 1357 – 1393); ∞ (1378) koning Peter II van Cyprus (ca. 1354 – 1382)
- Ludovico (1358 – 1404); ∞ (1381) Violante Visconti (1354 – 1386)
- Carlo (1359 – 1403); ∞ (1382) Beatrix van Armagnac
- Caterina (1360 – 1404); ∞ (1380) Gian Galeazzo Visconti (1347 – 1402)
- Agnese (ca. 1362 – 1391); ∞ (1380) Francesco I Gonzaga (1366 – 1407)
- Rodolfo (ca. 1364 – 1389)
- Maddalena (1366 – 1404); ∞ (1381) hertog Frederik van Beieren-Landshut (1339 – 1393)
- Anglesia (1368 – 1439); ∞ (1400) koning Janus van Cyprus (1374 – 1432)
- Gianmastino (1370 – Bergamo 19 juni 1405), heer van Bergamo, Valcamonica en Ghiaradadda
- Lucia (1372 – 1424); ∞ I Koenraad VII van Grüningen († 1403), graaf van Landau in der Pfalz; ∞ II (1407) Edmund Holland (1383 – 1407), 4e graaf van Kent
- Elisabetta (1374 – 1432); ∞ (1395) hertog Ernst van Beieren-München (1373 – 1438).

Daarnaast had hij nog zeker achttien kinderen bij verschillende maîtresses.